# Fuego de San Telmo

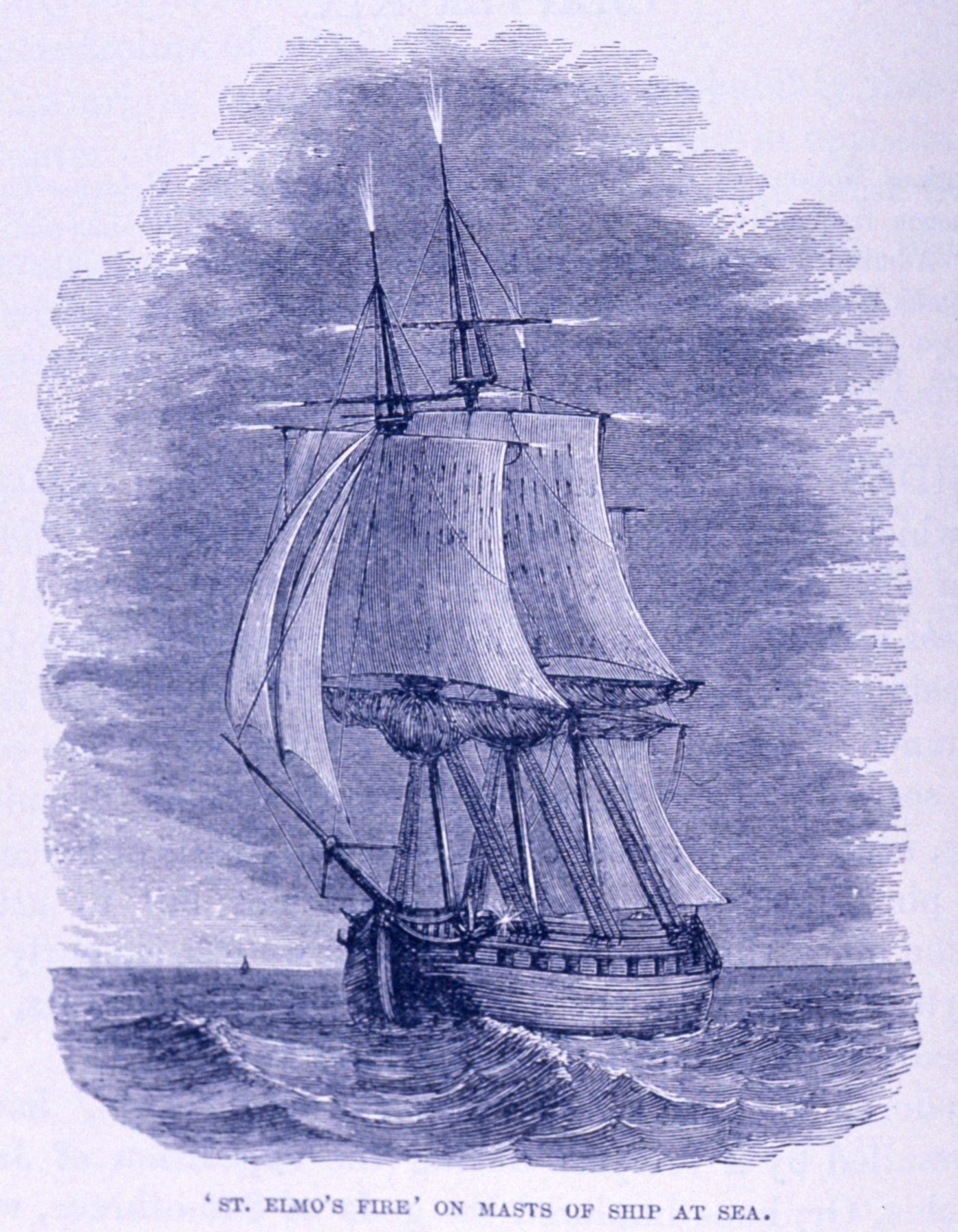
Fuego de San Telmo en la arboladura de un barco en el mar

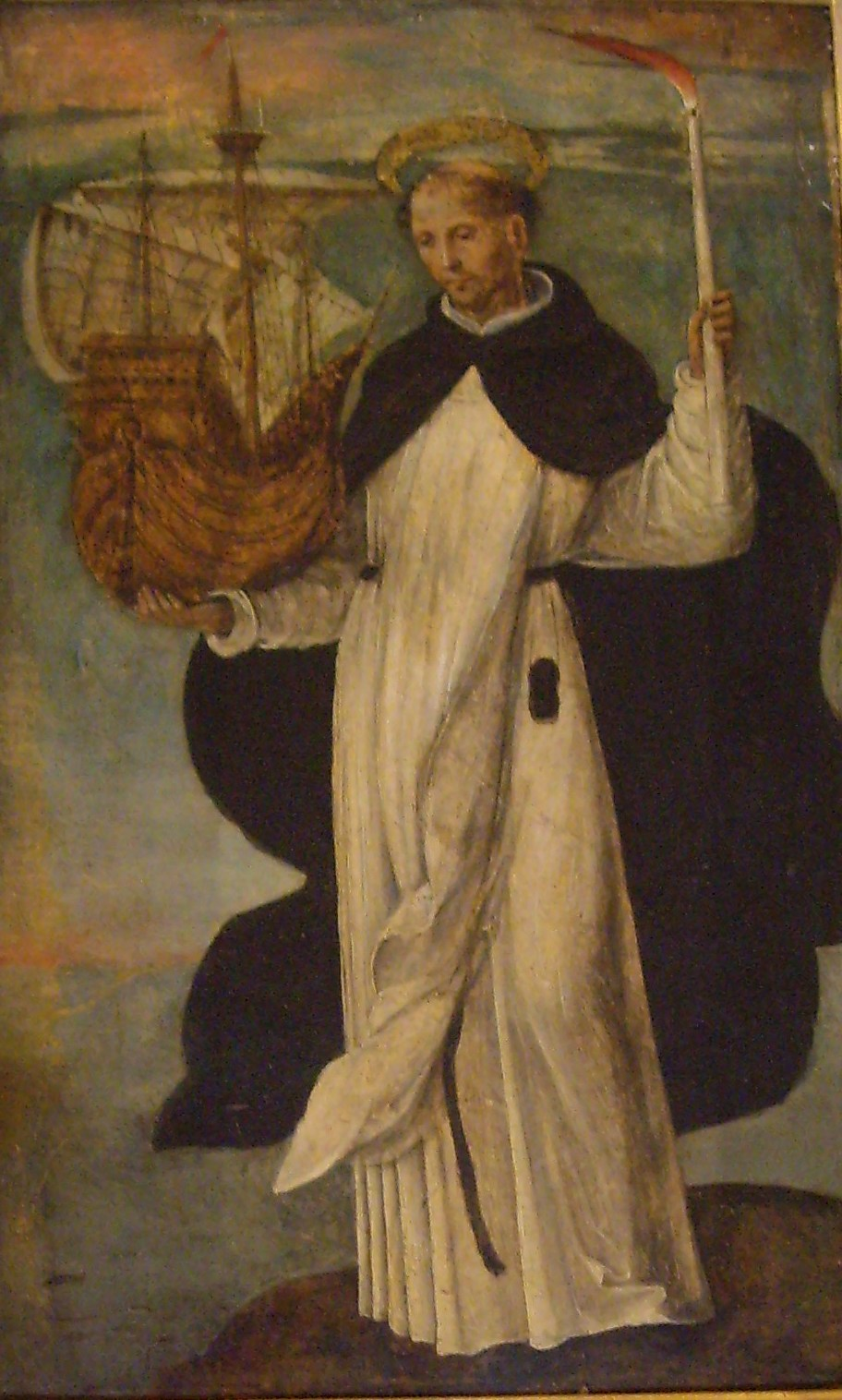
San Telmo representado con cirio y barco en retablo del siglo XVI

El fuego de San Telmo, Santelmo, o el Cuerpo Santo de Santo Elmo, es un meteoro ígneo que consiste en una descarga de efecto corona electroluminiscente provocada por la ionización del aire dentro del fuerte campo eléctrico que originan las tormentas eléctricas.
Aunque se le llama «fuego», es en realidad un plasma de baja densidad y relativamente baja temperatura provocado por una enorme diferencia de potencial eléctrico atmosférica que sobrepasa el valor de ruptura dieléctrica del aire, en torno a 3 MV/m. Físicamente, es un resplandor brillante blanco-azulado, que en algunas circunstancias tiene aspecto de fuego, a menudo en dobles o triples chorros surgiendo de estructuras altas y puntiagudas como mástiles, astas, vergas, pináculos y chimeneas.
El fuego de San Telmo lleva el nombre de San Erasmo de Formia (también conocido como San Telmo), el santo patrón de los marineros. El fenómeno, que puede advertir de un relámpago inminente, los marineros lo miraban con asombro y, a veces, se lo consideraba un buen augurio.

## Causas
El fuego de San Telmo es una forma de plasma. El campo eléctrico alrededor del objeto afectado provoca la ionización de las moléculas de aire, produciendo un débil resplandor fácilmente visible en condiciones de poca luz. Las condiciones que pueden generar el fuego de San Telmo están presentes durante las tormentas eléctricas, cuando hay diferenciales de alto voltaje entre las nubes y el suelo debajo. Se requiere un campo eléctrico local de aproximadamente 100 kV/m para comenzar una descarga en aire húmedo. La magnitud del campo eléctrico depende en gran medida de la geometría (forma y tamaño) del objeto. Los puntos afilados bajan el voltaje necesario porque los campos eléctricos están más concentrados en áreas de alta curvatura, por lo que las descargas ocurren preferentemente y son más intensas en los extremos de los objetos puntiagudos.
El nitrógeno y el oxígeno en la atmósfera terrestre hacen que el fuego de San Telmo fluorezca con luz azul o violeta; esto es similar al mecanismo que hace que las luces de neón brillen, aunque con un color diferente debido al gas diferente involucrado.
En 1751, Benjamin Franklin planteó la hipótesis de que una vara de hierro puntiaguda se encendería en la punta durante una tormenta eléctrica, similar en apariencia al fuego de San Telmo.
Recientemente, los experimentos realizados en el MIT han demostrado que el fuego de San Telmo se comporta de manera diferente en los objetos en el aire en comparación con las estructuras conectadas a tierra.

## Historia y significado
El fuego de San Telmo se observa con frecuencia en los mástiles de los barcos durante las tormentas eléctricas en el mar, donde en tales circunstancias también era alterada la brújula, para mayor desasosiego de la tripulación. Este fenómeno toma su nombre de san Erasmo de Formia (Sanct’ Elmo), patrón de los marineros, quienes habían observado el fenómeno desde la antigüedad y creían que su aparición era de mal agüero; aunque otros marineros lo asociaban con una forma de protección de parte de su patrono, como en el caso de los marineros españoles durante la conquista de América. Cuando había tantos fuegos como mástiles, además de san Telmo se creía que aparecían san Nicolás y santa Catalina. Como comenta el explorador británico George Dixon en su libro de 1789 A voyage Round the World, los marineros ingleses en cambio en ocasiones atribuían este fenómeno a un duendecillo al que llamaban Davy Jones. Los marineros españoles harían referencia a san Pedro González Telmo. 
También se da en los aviones y dirigibles. En estos últimos era muy peligroso ya que muchos de ellos se cargaban con hidrógeno, gas muy inflamable, y podían incendiarse, tal como ocurrió en 1937 con el dirigible Hindenburg.
Se cuenta que el fuego de San Telmo también puede aparecer en las puntas de los cuernos del ganado durante las tormentas eléctricas y en los objetos afilados en mitad de un tornado, pero no es el mismo fenómeno que el rayo globular, aunque pueden estar relacionados.
En la Grecia antigua, la aparición de un único fuego de San Telmo se llamaba «Helena», por su sentido original de "antorcha", y cuando eran dos se les llamaba «Cástor y Pólux» los dioscuros o hijos gemelos de Zeus, patrones de los marineros que calmaban las tormentas a petición de estos.
Benjamin Franklin observó correctamente en 1749 que es de naturaleza eléctrica.
- Después del periodo medieval, el fuego de San Elmo se asoció a veces con el elemento griego del fuego, como con uno de los elementales de Paracelso, concretamente la salamandra, o, alternativamente, con una criatura similar denominada acthnici.
- Los marineros galeses se referían al fuego de San Elmo como canwyll yr ysbryd o canwyll yr ysbryd glân. ("velas del Espíritu Santo" o las "velas de San David").[12]
- Los marineros rusos también documentaron históricamente casos de fuego de San Elmo, conocido como "San Nicolás" o "luces de San Pedro",[12] también llamado a veces fuego de Santa Helena o San Hermes, quizás por confusión lingüística.[13]
- Se dice que el fuego de San Elmo fue visto durante el Asedio de Constantinopla por el Imperio Otomano en 1453. Al parecer, se vio salir de lo alto del Hipódromo. Los Bizantinos lo atribuyeron a una señal de que el Dios cristiano vendría pronto y destruiría al ejército musulmán conquistador. Según George Sphrantzes, desapareció pocos días antes de la caída de Constantinopla, poniendo fin al Imperio Bizantino.
- Los relatos de la primera circunnavegación del globo por Magallanes hacen referencia al fuego de San Elmo (llamándolo el cuerpo de San Anselmo) que se vio alrededor de los barcos de la flota varias veces frente a la costa de Sudamérica. Los marineros los vieron como presagios favorables.[14]
- En ruta hacia Nagasaki con la bomba atómica Fat Man el 9 de agosto de 1945, el B-29 Bockscar experimentó un extraño plasma azul luminoso que se formaba alrededor de las hélices giratorias, "como si estuviéramos montados en el torbellino a través del espacio en un carro de fuego azul."[15]
- El fuego de San Elmo fue véase durante el brote de tornados de las Grandes Llanuras de 1955 en Kansas y Oklahoma.[16]
- Entre los fenómenos experimentados en el Vuelo 9 de British Airways el 24 de junio de 1982 hubo destellos de luz brillante a lo largo de los bordes de ataque de la aeronave, incluyendo las alas y el parabrisas de la cabina, que fueron vistos tanto por los pasajeros como por la tripulación. Aunque los brillantes destellos de luz compartían similitudes con el incendio de San Elmo, el resplandor experimentado se debía al impacto de partículas de ceniza en los bordes de ataque de la aeronave, similar al que ven los operadores de equipos de  chorro de arena.
- El fuego de St. Elmo fue observado y su espectro óptico registrado durante un vuelo de investigación de la Universidad de Alaska sobre el Amazonas en 1995 para estudiar espectros rojos.[17][18]
- Se cree que el vuelo 447 de Air France que se estrelló en 2009, tras despegar del aeropuerto internacional de Río de Janeiro-Galeão con destino al aeropuerto Charles de Gaulle de París, experimentó el fuego de San Elmo 23 minutos antes de estrellarse en el océano Atlántico; sin embargo, el fenómeno no fue un factor determinante en el desastre.[19][20]
- Apoy ni San Elmo -comúnmente abreviado como santelmo- es un mal presagio o un espíritu volador en el folclore filipino, aunque la descripción de santelmo es más similar al  rayo bola que al fuego de San Elmo. Hay varios nombres indígenas para santelmo que han existido antes de que se acuñara el término santelmo. El término santelmo tiene su origen en el dominio colonial español en Filipinas.

## Citas
Cristóbal Colón se topó con el fuego de San Telmo el 26 de octubre de 1493, en el contexto del segundo viaje a América, y este hecho fue redactado por su hijo:

El mismo sábado noche se vio el fuego de San Telmo, con siete velas encendidas, encima de la gavia. Con mucha lluvia y espantosos truenos. Quiero decir que se veían las luces que los marineros afirman ser el cuerpo de San Telmo, y le cantan muchas letanías y oraciones, teniendo por cierto que en las tormentas donde se aparezca nada puede peligrar.
Hernando Colón, Segundo viaje de Colón

Antonio Pigafetta en la crónica que escribió durante la expedición de Magallanes-Elcano titulada Relación del primer viaje alrededor del mundo, menciona que observaron el fenómeno el 3 de octubre de 1519 navegando por la costa de África, a la altura del ecuador. Cuenta que la luz flameó durante dos horas, hasta que desapareció proyectando un fuerte destello.
Se hallan referencias al fuego de San Telmo en las obras de Julio César (De bello Africo 47), Plinio el Viejo (Naturalis historia ii.101) y Herman Melville.

— ¡Mire arriba! —dijo Starbuck de pronto—. ¡El fuego de San Telmo en lo alto del palo mayor!
En efecto, los brazos de las verjas estaban rodeados de un fuego lívido, y las triples agujas de los pararrayos lucían con tres lenguas de fuego. Los mástiles enteros parecían arder.
— ¡Fuego de San Telmo, ten piedad de nosotros! — gritó Stubb.
Herman Melville, Moby Dick

Otra referencia:

Silencio general. El viento calla. La naturaleza no respira. Parece muerta. A lo largo del mástil empiezan a centellear débilmente los fuegos de San Telmo; la vela cae en pesados pliegues.
Julio Verne, Viaje al centro de la Tierra

Las luces verdes del fuego de Santelmo rodearon cada palo, mástil y cuaderna de la nave, iluminando El holandés errante con un brillo verde fantasmagórico y sobrecogedor.
 Brian Jacques, "Los Náufragos de El Holandés Errante"

Charles Darwin observó el efecto mientras estaba embarcado en el Beagle una noche que estaba anclado en el Río de la Plata y describió el episodio en una carta a J. S. Henslow:

Todo estaba en llamas, en el cielo había rayos y en el agua partículas luminosas (bioluminiscencia), e incluso los propios mástiles estaban coronados con una llama, los antiguos griegos interpretan el fuego de san telmo como la presencia de los semidioses.
Charles Darwin, Carta a J. S. Henslow

Se pueden encontrar referencias al fuego de San Elmo en las obras de Julio César (De Bello Africo, 47) y Plinio el Viejo (Naturalis Historia, libro 2, par. 101), Alcaeus frag. 34. Anteriormente, Xenófanes de Colofón había aludido al fenómeno.

### Zheng He
En la China Ming del siglo XV, el almirante Zheng He y sus asociados compusieron las inscripciones Liujiagang y Changle, los dos epitafios de los viajes del tesoro, donde hicieron referencia al fuego de St. Elmo como presagio divino de Tianfei (天妃), la diosa de los marineros y los navegantes.

La ciencia y la civilización en China.

El poder de la diosa, habiéndose manifestado ciertamente en épocas anteriores, se ha revelado abundantemente en la presente generación. En medio de las aguas embravecidas sucedió que, cuando había un huracán, de repente se vio brillar una linterna divina en el tope del mástil, y tan pronto como apareció esa luz milagrosa el peligro se aplacó, de modo que incluso en el peligro de zozobrar uno se sintió tranquilo y que no había motivo para temer.
El almirante Zheng He y sus asociados (inscripción de Changle) 

### Relatos asociados a Magallanes y da Gama
La mención del incendio de San Elmo se encuentra en el diario de Antonio Pigafetta sobre su viaje con Fernando de Magallanes. El fuego de San Elmo, también conocido como "corposants" o "corpusants" del portugués corpo santo ("cuerpo santo"), también se describe en Las Lusiadas', el relato épico de los viajes de descubrimiento de Vasco da Gama.

### Robert Burton
Robert Burton escribió sobre el fuego de San Elmo en su Anatomía de la melancolía (1621): "Radzivilius, el duque lituano, llama a esta aparición Sancti Germani sidus; y dice además que lo vio después de una tormenta, mientras navegaba, 1582, de Alejandría a Rodas". Se refiere al viaje realizado por Mikołaj Krzysztof "el Huérfano" Radziwiłł en 1582-1584.

### John Davis
El 9 de mayo de 1605, durante el segundo viaje de John Davis comandado por Sir Edward Michelborne a las Indias Orientales, un escritor desconocido a bordo del Tigre describe el fenómeno: "En el extremo de nuestra tormenta nos apareció en la noche, sobre nuestra cabeza de mástil de maine, una llama del tamaño de una gran vela, que los portugueses llaman Corpo Sancto, considerándola una señal divina de que cuando aparece lo peor ha pasado. Como, gracias a Dios, tuvimos mejor tiempo después de él".